# Mount Seymour
Mount Seymour är ett berg i Kanada.   Det ligger i provinsen British Columbia, i den sydvästra delen av landet, 3 500 km väster om huvudstaden Ottawa. Toppen på Mount Seymour är 1 449 meter över havet, eller 508 meter över den omgivande terrängen. Bredden vid basen är 7,3 km.
Berget öppnade för utförsåkning 1938 under ägande av den emigrerade svensken Harald Enqvist som startade cafeteria, skiduthyrning och skidskola. 1949 köptes skidområdet av Kanadensiska staten som saknade erfarenhet av att driva skidanläggningar. Harald Enqvist försågs därför med tillstånd att fortsätta driva skidanläggningen. Den var i statlig ägo fram till 1984 då området privatiserades under ett statligt besparingsprogram och därmed kom i familjen Woods ägo. I skidområdet finns än idag Harald Enqvists minne bevarat i "The Enquist Lodge" och "Enquist Tube Park". Skidområdet ligger 35 minuters bilkörning från centrala Vancouver. Det finns 5 liftar och 23 nedfarter.[källa behövs]
Terrängen runt Mount Seymour är huvudsakligen bergig, men åt sydväst är den kuperad. Runt Mount Seymour är det mycket glesbefolkat, med 3 invånare per kvadratkilometer.. Närmaste större samhälle är Anmore, 10,8 km sydost om Mount Seymour. 
I omgivningarna runt Mount Seymour växer i huvudsak barrskog.  Klimatet i området är tempererat. Årsmedeltemperaturen i trakten är 7 °C. Den varmaste månaden är juli, då medeltemperaturen är 18 °C, och den kallaste är december, med −2 °C. Genomsnittlig årsnederbörd är 2 538 millimeter. Den regnigaste månaden är december, med i genomsnitt 338 mm nederbörd, och den torraste är augusti, med 57 mm nederbörd.